# Stefan Tcherepnin

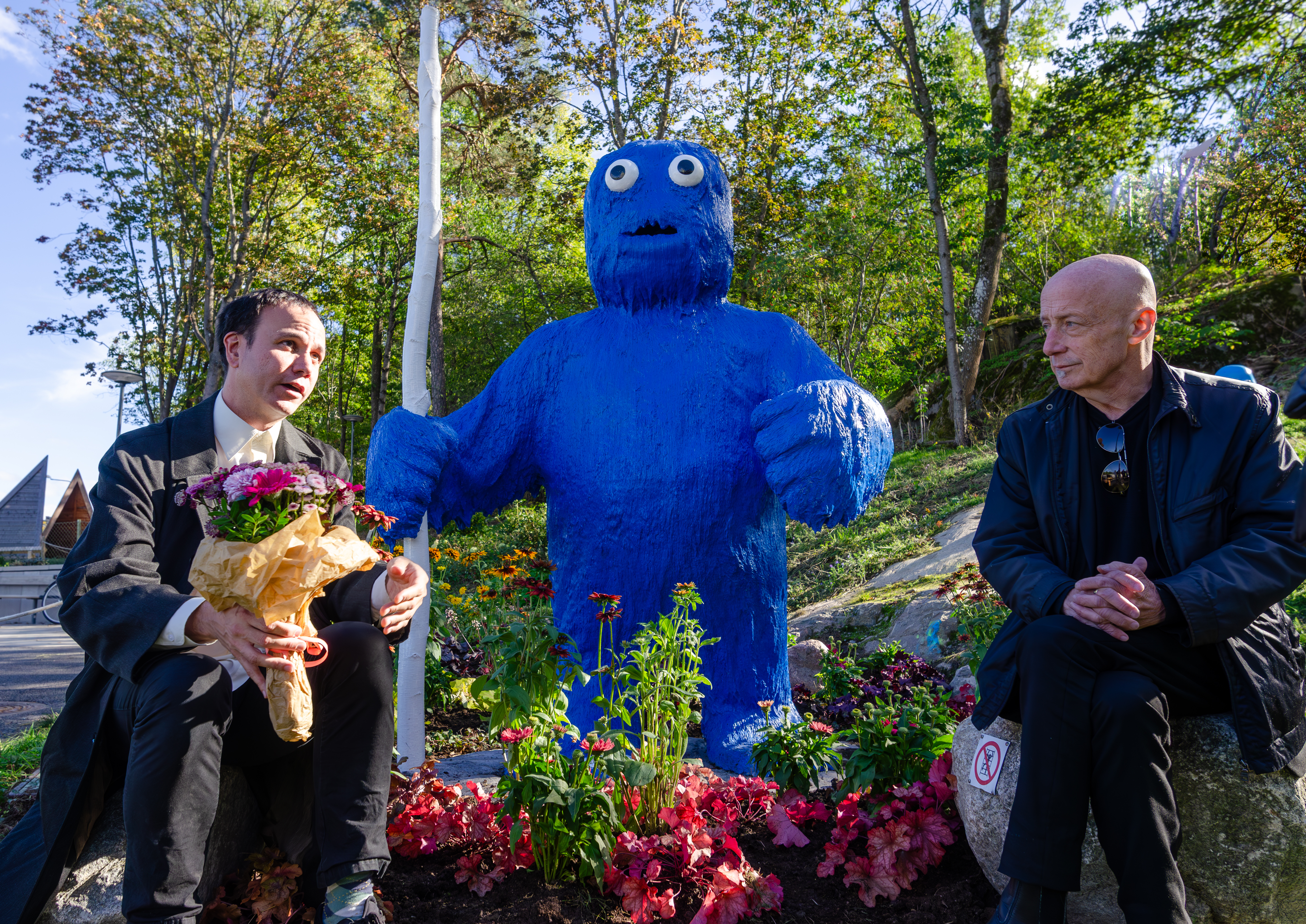
Stefan Tcherepnin (till vänster) vid invigningen av konstverket Morängångaren i Victoria Benedictssons park i september 2024.

Stefan Tcherepnin, född 28 september 1977 i Boston i USA, är en amerikansk blandteknikkonstnär, kompositör och musiker verksam i Stockholm.
Hans verk är utformade som omslutande installationer där han ofta kombinerar måleri, skulptur, video, ljud och upphittade föremål. Tcherepnin har bland annat ställt ut på Stedelijk Museum i Amsterdam, Kunsthalle Zürich(en), Le Consortium(en) i Dijon och Meredith Rosen Gallery i New York.
Tcherepnin har 2024 skapat en konstnärlig gestaltning i grönområdet Victoria Benedictssons park i Stadshagen med konstverken Morängångaren samt Undrande vandrare.